# Integração simbólica
Em cálculo, a integração simbólica é o problema de encontrar uma fórmula para a primitiva, ou integral indefinida, de uma dada função f (x), ou seja, para encontrar a função diferenciável F (x) tal que
{\displaystyle {\frac {dF}{dx}}=f(x).}
Isto é também indicado
{\displaystyle F(x)=\int f(x)\,dx.}